# Oostindië
Oostindië (Gronings: Oost-Inje) is een gehucht annex buurtschap in de Nederlandse gemeenten Westerkwartier (provincie Groningen) en Noordenveld (provincie Drenthe). Het is gelegen ten zuiden van de buurtschap Terheijl, dat in het verlengde is gelegen van Nietap.
Onder het gehucht valt ook de buurtschap Blauw, dat een zij(lus)weg is in het zuiden. Oostindië valt formeel zelf onder vier dorpen qua adressering. In de provincie Groningen zijn dat Zevenhuizen en Leek en in de provincie Drenthe Nietap en Nieuw-Roden.
De naam is een verbastering van Oosteinde, dat op zijn Gronings als Oostínde (met een lang aangehouden i) werd uitgesproken. Met dat oosteinde werd bedoeld dat het ten oosten van Zevenhuizen is gelegen.
Door Oostindië loopt een water (wijk) met de merkwaardige naam Drost-in-de-wijk, die loopt tussen de Kokswijk en de Oostindische Wijk. De naam Drost-in-de-wijk (ook Drostindewijk) is feitelijk een verbastering van De Oostindische Wijk. Het water komt ook wel in teksten en op kaarten voor als Drostinnewijk, waarbij ongetwijfeld werd gedacht aan de vrouwelijke vorm van drost.
Een van de dorpsuitbreidingen van Leek komt nagenoeg tegen het oude streekje aan. Deze wijk gaat dan ook Oostindie (zij het zonder trema) heten.
Hoofdplaats: Roden

Overige plaatsen: Allardsoog (deels) · Altena · Alteveer · Amerika · Boerlaan · Een · Een-West · De Streek · Foxwolde · Huis ter Heide · Klunderveen · Langelo · Lieveren · Leutingewolde · Matsloot · Nietap · Nieuw-Roden · Norg · Norgervaart (deels) · Oostindië (deels) · Peest · Peize · Peizermade · Peizerwold · De Pol · Roderesch · Roderwolde · Sandebuur · Steenbergen · Terheijl · Veenhuizen · Westervelde · Zuidvelde

Drenthe: Steden en dorpen      Nederland: Provincies · Gemeenten